# Pedro Restrepo Uribe
Pedro Restrepo Uribe, né à Medellín et mort à Barcelone en 1923, est un homme politique (libéral), intellectuel, militaire colombien. 

## Biographie
Il est le fils de Victoriano Restrepo Uribe et de sa deuxième épouse Sótera Uribe Restrepo.Il est aussi le frère aîné de Jose Domingo Restrepo Uribe. Il a été marié à Leonor Llano Echeverri, fille de Teodomiro Llano et  petite-fille de Gabriel Echeverri.
Juge de Medellín en 1876, il a servi la même année dans les troupes de l'Union, faisant face à une colonne qui avait envahi l'État souverain d'Antioquia par Zaragoza.

## Carrière politique
Député à l'Assemblée constituante d'Antioquia en 1877, préfet du département du Centre, de l'État souverain d'Antioquia, procureur de l'État d'Antioquia et enfin président d'Antioquia du 25 janvier au 1er février 1880.
Fin 1879, Tomás Rengifo quitte le poste de président de l'État d'Antioquia au milieu d'une situation confuse. Le 25 janvier 1880, Pedro Restrepo Uribe, alors vice-président de cet État, se déclare président. Jorge Isaacs dirige une révolution qui renverse Restrepo Uribe trois jours plus tard, expliquant sa participation à ce mouvement dans le livre intitulé La revolución radical en Antioquia paru en 1880. Bien qu'il prenne le pouvoir le 30 janvier 1880 et se déclare chef civil et militaire d'Antioquia, il ne dispose pas de l'appui des principaux chefs de la région. Le 13 mars 1880, Restrepo Uribe parvient ainsi à récupérer son poste grâce à l'intervention du gouvernement fédéral avec la Garde Nationale dont il a la charge jusqu'au 31 octobre 1881.
Le 11 novembre 1880, il fonda la Banco Popular (Colombie)|Banco Popular avec Marco A Santamaría, Ferdinand Restrepo S. et Alonso Ángel. On dit qu'il a été appuyé par un groupe de libéraux indépendants, et qu'il menait une politique conciliatrice avec l'opposition conservatrice et l'Église catholique. Il se considérait  comme un libéral modéré. Sénateur d'Antioquia en 1882, il a présenté un projet de création de l'École de Mines. En  1899, il a dirigé avec Álvaro Restrepo Euse, le journal El Pueblo. Il a passé ses dernières années à Paris comme consul de la Colombie et agent fiscal.